# 天线集团
天线集团，亦称作ANT1集团，为希腊的一家传媒公司，并且目前是希腊全国最大的传媒公司。天线集团成立于1988年，创始人为Minos Kyriakou，现在仍然担任天线集团主席。目前，基里亚古领导着一个巨大的传媒帝国，涵盖广播电视、出版、互联网服务、电信、唱片等领域。天线集团中最重要的成员为ANT1电视，为希腊最大的私人电视网络之一。
此外，天线集团将其业务扩展到海外，主要针对海外希腊电视观众，其基站已覆盖北美、欧洲、亚太等地区。并在塞浦路斯成立了子公司—塞浦路斯天线电视。

## 现有业务

### 广播电视
电视
- ANT1
- ANT1塞浦路斯
- ANT1欧洲
- ANT1太平洋
- ANT1经典
- ANT1卫视
- 蓝色电视 (音乐电视频道)
- Prva Srpska Televizija

广播
- ANT1 97.2 FM (位于雅典电台)
- ANT1 97.5 FM (位于塞萨洛尼基)
- ANT1 FM Cyprus
- Ryhthmos FM (位于雅典)
- Banana 104 FM (位于塞萨洛尼基)
- Radio Express (位于保加利亚)

### 电信
- Antenna Internet (因特网服务)
- ANTEL (无线数据传输)
- Audiotex (移动电话服务)